# Dinomitosis
La Dinomitosis es un tipo de división celular que únicamente se da en la clase Dinophyceae, una clase de alga con clorofila c.
La dinomitosis es especial debido a que la membrana nuclear, nunca llega a desaparecer. Una serie de agrupaciones de microtúbulos, atraviesan al núcleo por los canales citoplasmáticos, donde se une a los cromosomas, los cuales serán desplazados hacia cada célula hija. Conforme ocurre esto, la membrana nuclear sufre un estrangulamiento hasta que se forman dos núcleos hijos con el mismo número de cromosomas cada uno. Una vez finaliza este proceso, se produce la citocinesis.
- Datos: Q5807453